# Kometa (Kamera)
Die Kometa ist ein Kamera-Prototyp der Moskauer Firma KMZ (Mechanisches Werk Krasnogorsk) aus dem Jahr 1957, der zur Weltausstellung in Brüssel 1958 vorgestellt wurde.

## Geschichte
Konstrukteure waren die Ingenieure G. M. Dorksy, V. I. Pluschnikow und A. P. Orlow unter der Leitung von Chefingenieur Yuriy Soloview. Dieser soll seinen Leuten aufgetragen haben: "Baut eine Kamera wie die Contax, die Leica M3 und die Nikon, alles in einem - nur besser!". 
Es wurden nur zwei Exemplare der Kamera für die Weltausstellung in Brüssel produziert. Dort wurde die Kamera dem internationalen Fachpublikum vorgestellt und erfuhr große Beachtung. Nach dem Ende der Weltausstellung wurde im Werk trotz des großen Erfolgs die Entscheidung getroffen, die „Kometa“ nicht in Serie zu bauen. Grundlage dafür war die Entscheidung der Sowjetunion, der Versorgung ihrer Bürger mit qualitativ guten Amateurkameras für jedermann den Vorzug vor kameratechnischen Höchstleistungen zu geben.

## Aufbau
Die Kamera ist eine große, schwere, professionelle Kleinbild-Sucherkamera, die sich konstruktiv an der 1954 erschienenen Leica M3 orientierte. Wie die Leica M3 hat die Kometa einen horizontal ablaufenden Tuch-Schlitzverschluss bis 1/1000 s sowie einen hellen Messsucher mit Suchervergrößerung etwa 0,9x. Ähnlich wie beim Vorbild werden die passenden Leuchtrahmen (f=50mm, f=85mm und f=135mm) eingeblendet, sobald das entsprechende Objektiv eingesetzt wird. Zusätzlich besitzt die Kometa einen eingebauten und gekuppelten Selenbelichtungsmesser.

## Zubehör
Für die Kamera sollten sieben Objektive bereitgestellt werden, deren Brennweite vom MP-2 20 mm f/5.6 bis zum Tair-11 135 mm f/2.8 reichten. Einige der Objektive wurden für die Kamera neu konstruiert, so das Standardobjektiv "Merkuri - 1" 1:2 f=50mm (Doppel-Gausstyp, sieben Linsen in fünf Gruppen), das Ultraweitwinkelobjektiv "Russar MP-2" 1:5,6 f=20mm (eigenständiger Objektivtyp, erfunden von Prof. M. Russinov 1935, sechs Linsen in vier Gruppen, symmetrisch, erste und letzte Linse konvexkonkav und stark nach außen vorgewölbt), und auch das "Helios-40" 1:1,5 f=85mm (klassischer, symmetrischer Doppel-Gausstyp, sechs Linsen in vier Gruppen, errechnet 1950), alle, wie in der Sowjetunion üblich, Konstruktionen des Staatlichen Optischen Institutes in Leningrad.

## Besonderheiten
Das Besondere an der Kometa ist die interne direkte Kupplung der Blende (Optik)nmechanik aller Wechselobjektive mit dem eingebauten Belichtungsmesser – etwa so, wie auch der Entfernungsmesser der Kamera mit all ihren Wechselobjektiven zusammenarbeitet. Der Blendenring hat dazu eine eigene, hinten liegende Steuerkurve, die von einem Hebel im unteren Teil des Bajonettanschlusses der Kamera abgetastet wird (analog zur bekannten, im oberen Teil des Bajonettanschlusses gelegenen Abtastung der Stellung des Entfernungseinstellringes des jeweiligen Objektivs für die Entfernungsmessung). Dadurch kann man allein durch Bewegung des Verschlusszeitenrades oder alternativ des Blendenringes zwei Zeiger im Fenster des Belichtungsmessers zur Deckung bringen (die Nadel des Belichtungsmessers einerseits und den von Blende und Verschluss gesteuerten Nachführzeiger andererseits), wodurch bereits eine richtige Belichtung eingestellt ist – während bei allen anderen gleichartigen Messsucherkameras der Zeit das Messergebnis des Belichtungsmessers händisch auf das Objektiv übertragen werden musste, so auch etwa bei der Leica M3 (wo man die vom aufgesteckten, nur mit dem Verschlusszeitenrad gekuppelten Belichtungsmesser angezeigte Blende händisch einzustellen hatte) und der Contax IIIa. Die damals neue sogenannte „Kreuzkupplung“ wurde hier rein mechanisch mittels eines winzigen Differentials (ähnlich dem Differential eines Autos) aus Stahl verwirklicht – damals eine Erstleistung, heute ist die (allerdings elektronische) Kreuzkupplung des Belichtungsmessers allgemein üblich.

## Daten
Dimensionen (B × H × T in cm, approximativ): 14,5 × 11 × 4,5 (8 mit Standardobjektiv Merkuri-1),  Gewicht mit Objektiv Merkuri-1 in kg:  1,15.  Öffnung des vierflügeligen Kometa-Bajonetts: 42/45 mm  (zum Vergleich: Öffnung des gleichartig geformten, vierflügeligen Bajonetts der Leica M: 40/42mm).

## Nachweise
1. 1 2 3  sovietcams.com: Soviet and Russian Cameras – Kometa (Memento des Originals vom 17. November 2015 im Internet Archive)  Info: Der Archivlink wurde automatisch eingesetzt und noch nicht geprüft. Bitte prüfe Original- und Archivlink gemäß Anleitung und entferne dann diesen Hinweis., Zugriff am 13. November 2015
2. ↑  sovietcams.com: Originalbroschüre der Kometa, Zugriff am 13. November 2015